# 曼恩-卢瓦尔省
曼恩-卢瓦尔省（法語：Maine-et-Loire，法語發音：[mɛn e lwaʁ] ⓘ）地处法国中西部著名的卢瓦尔河流域，是前安茹所在地，历史上和英国有紧密联系。省会昂热（Angers），约有20万人口。

## 历史
法国大革命前的历史参见安茹。